# Parantica odrysia
Parantica odrysia är en fjärilsart som beskrevs av Hans Fruhstorfer 1910. Parantica odrysia ingår i släktet Parantica och familjen praktfjärilar. Inga underarter finns listade i Catalogue of Life.